# Luis Gispert
Luis Gispert, född 1972 i Jersey City, New Jersey, är en amerikansk skulptör och fotograf som bor och arbetar i Brooklyn, New York. Gispert har en master i konst vilken han tog 2001 vid Yale University. År 1996 tog han en kandidatexamen i film vid Art Institute of Chicago, och mellan 1990 och 1992 studerade han vid Miami Dade College.